# Dapperheidskruis (Canada)
Het Dapperheidskruis  (Engels: "Cross of Valour", in het Frans "Croix de la vaillance") van Canada werd in 1972 door Elizabeth II, Koningin van Canada, ingesteld ter vervanging van het Britse George Cross. Het is net als de voorganger een hoge onderscheiding voor moed. Het donkerrood geëmailleerde gouden kruis wordt aan een donkerrood lint om de hals of door dames aan een strik op de schouder gedragen.
Het Canadese Dapperheidskruis, en het Canadese decoratiestelsel stonden model voor onderscheidingen in andere staten binnen het Gemenebest zoals:
- Het Dapperheidskruis (Australië) gesticht in 1975 ter vervanging van het Britse George Cross
- Het Dapperheidskruis (Papua Nieuw Guinea) gesticht in 1975 ter vervanging van het Britse George Cross

Canada kent meerdere onderscheidingen voor moed.
- De Ster voor Militaire Moed (Star of Military Valour)
- De Ster voor Moed (Star of Courage)
- De Medaille voor Moed (Medal of Bravery)

Ook het Victoria Cross werd in Canada uitgereikt. 